# Micrenophrys lilljeborgii
Micrenophrys lilljeborgii és una espècie de peix pertanyent a la família dels còtids i l'única del gènere Micrenophrys.

## Descripció
- Fa 7,4 cm de llargària màxima (normalment, en fa 6).[3][4]

## Reproducció
Fa la posta a la primavera. Els ous, demersals, fan 2 mm de diàmetre. Les larves són pelàgiques.

## Alimentació
Menja crustacis petits (amfípodes i decàpodes) i peixos.

## Hàbitat
És un peix marí, demersal i de clima temperat (66°N-48°N, 25°W-13°E) que viu entre 0-100 m de fondària.

## Distribució geogràfica
Es troba a l'Atlàntic nord-oriental: des de les costes de Noruega fins a Dinamarca, les illes Britàniques i Islàndia.

## Observacions
És inofensiu per als humans.